# Onega (Stadt)
Onega (russisch Оне́га) ist eine Stadt in Nordwestrussland. Sie gehört zur Oblast Archangelsk und hat 21.359 Einwohner (Stand 14. Oktober 2010).

## Geografie
Die Stadt liegt etwa 140 km südwestlich der Oblasthauptstadt Archangelsk am rechten Ufer der Onega nahe ihrer Mündung in das Weiße Meer.
Die Stadt Onega ist der Oblast administrativ direkt unterstellt und zugleich Verwaltungszentrum des gleichnamigen Rajons.

## Geschichte
Der Ort wurde im 14. Jahrhundert (nach anderen Angaben bereits 1137) von Nowgorodern als Ust-Onega gegründet und erhielt 1780 zunächst unter dem Namen Oneg Stadtrecht. 1784 wurde die Stadt Kreiszentrum und Teil des Gouvernements Archangelsk und in Onega benannt.

### Bevölkerungsentwicklung
Die folgende Übersicht zeigt die Entwicklung der Einwohnerzahlen von Onega.
| Jahr | Einwohner |
| ---- | --------- |
| 1897 | 02.541    |
| 1926 | 05.258    |
| 1939 | 15.783    |
| 1959 | 21.306    |
| 1970 | 25.047    |
| 1979 | 24.986    |
| 1989 | 26.070    |
| 2002 | 23.430    |
| 2010 | 21.359    |

Anmerkung: Volkszählungsdaten

## Wirtschaft
Die wichtigsten Wirtschaftszweige sind die Holzindustrie, die chemische Industrie und die Baustoffindustrie. Onega ist im Besitz eines Seehafens, einer Eisenbahnstation und eines Flughafens.